# Grupo de Acción Monitora

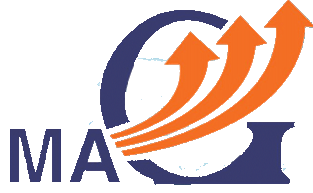
Logo del Grupo de Acción Monitora.

El Grupo de Acción Monitora es un partido político en Namibia. El partido surgió tras el declive del Partido Nacional de Sudáfrica en 1991, siendo Kosie Pretorious, su primer presidente, quién lideró el partido hasta su retiro de la política en junio de 2013. El partido está conformado por conservadores afrikáners, en donde la mayoría de sus dirigente habían ejercido cargos públicos durante el apartheid en África de Sudoeste. En junio de 2009, el partido sostuvo que los aspectos de la acción positiva en Namibia, transgredía la constitución del país.

## 2004
En las elecciones generales, realizadas entre el 15 y 16 de noviembre de 2004, el partido obtuvo el 0.8 % de votos populares, logrando obtener solo 1 de los 72 escaños. El partido fue liderado por Kosie Pretorius, a pesar de que Jurie Viljoen fue quién obtuvo aquel escaño en la Asamblea Nacional.

## 2009
En las elecciones generales de 2009, el partido decidió no postular ningún candidato presidencial, pero compitió en la búsqueda de escaños en la Asamblea Nacional de Namibia. Sin embargo, el partido recibió solamente 4718 votos, muy por debajo del mínimo para obtener un escaño Al frente de la campaña. los 4 principales líderes del partido fueron Kosie Pretorius, Jurie Viljoen, Gernot Wilfrid Schaaf y Eric Peters.